# برمکوه
برمکوه، روستایی از توابع بخش رحیم‌آباد شهرستان رودسر در استان گیلان ایران است.
پس از زلزله ای که در روستای قدیمی برمکوه به اصطلاح اهالی آنجا پایین محله، آمد مردم روستا به اتفاق یکدیگر به مکانی بالاتر از محل قبلی نقل مکان کردند و خانه های جدیدشان را که این بار بر اساس اصول شهر سازی بنا شده بود را احداث کردند.و نام آن شهرک برمکوه می باشد.
هنوز نیز آثار باقیمانده ای از آن خانه های زیبا کاه و گلی در مکان قبلی روستا موجود میباشد که به واقع خود منظره ای تاریخی و زیبا را نمایان میکند.
روستای برمکوه دارای یک اثر تاریخی بنام محوطه قلاکوتی برمکوه،که در تاریخ ۱۳۸۴/۱۹/۵ با شماره ۱۲۸۴۲ ثبت ملی شده است و قدمت آن مربوط به عصرآهن دوم و سوم میباشد.
روستای برمکوه یک منطقه فوق العاده زیبا و سرسبز برای گردشگری و جذب توریست می باشد.
روستای برمکوه دارای باغات فندق فراوان است.محصولات عمده کشاورزی این روستا به ترتیب شامل فندق،گردو،گل گاو زبان،زعفران و میوه هایی از جمله سیب،به و ... است.

## جمعیت
استان گیلان-رودسر-رحیم آباد-دهستان شوییل-روستای برمکوه
این روستا در دهستان شوئیل قرار دارد و براساس سرشماری مرکز آمار ایران در سال 1395، جمعیت آن ۲۵۰ نفر (۷۰ خانوار) بوده‌است.